# Laguna Canyon
Der Laguna Canyon ist eine Schlucht im südlichen Orange County im US-Bundesstaat Kalifornien, die in südwestlicher Richtung durch die San Joaquin Hills verläuft. Sie endet am Pazifischen Ozean bei Laguna Beach.

## Geographie
Der Laguna Canyon beginnt als weites Tal südlich von Irvine und verengt sich bei Laguna Beach zu einer steil abfallenden Schlucht. Die California State Route 133 durchquert die gesamte Talsohle, während die California State Route 73 in südöstlicher Richtung die Schlucht kreuzt. Ein Großteil des Canyons erstreckt sich über den Laguna Coast Wilderness Park im Westen. Im Osten bedecken der Aliso and Wood Canyons Wilderness Park sowie die Städte Aliso Viejo und Laguna Woods Teile der Schlucht.

## Geschichte
Bevor Teile des Laguna Canyons unter Naturschutz gestellt wurden, gab es Pläne zum Bau eines Wohngebiets, das den Namen Laguna Laurel tragen sollte. Die 8,7 Quadratkilometer große Siedlung wurde jedoch in den 1990er-Jahren verworfen, als die Stadt Laguna Beach das Gelände zum Schutz der Landschaft kaufte. Der Laguna Coast Wilderness Park eröffnete 1993. Wenige Jahre später rief der Bau der California State Route 73 erneut Bürgerproteste hervor. Die Straße, die das Tal queren sollte, wurde dennoch fertiggestellt.
Ein Waldbrand zerstörte 1993 im Laguna Canyon über 65 Quadratkilometer Land. Das Feuer wurde durch die starken Santa-Ana-Winde vorangetrieben, wodurch die Flammen eine Höhe von bis zu 61 Metern erreichten.

## Galerie

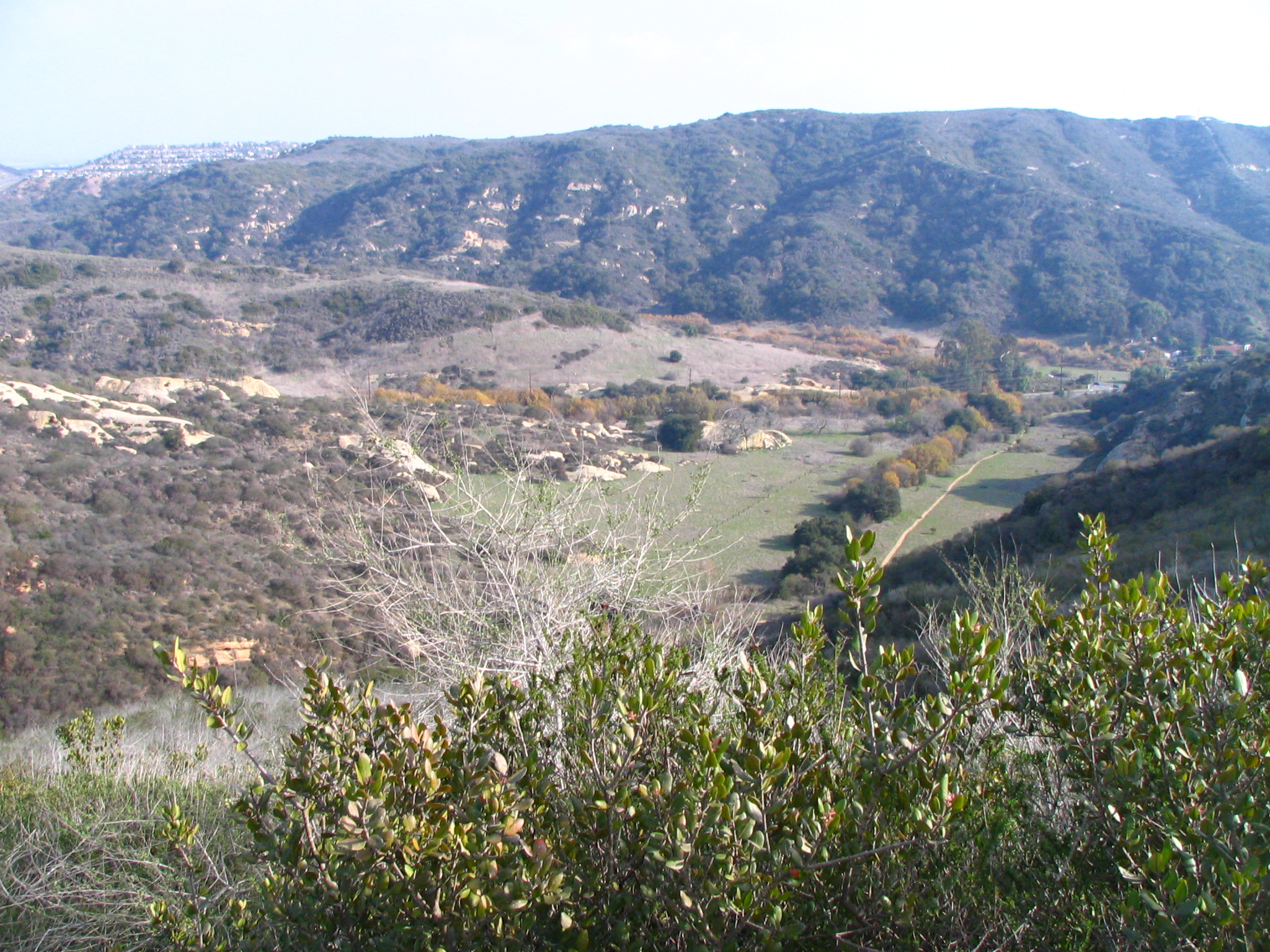
Blick in den Laguna Canyon
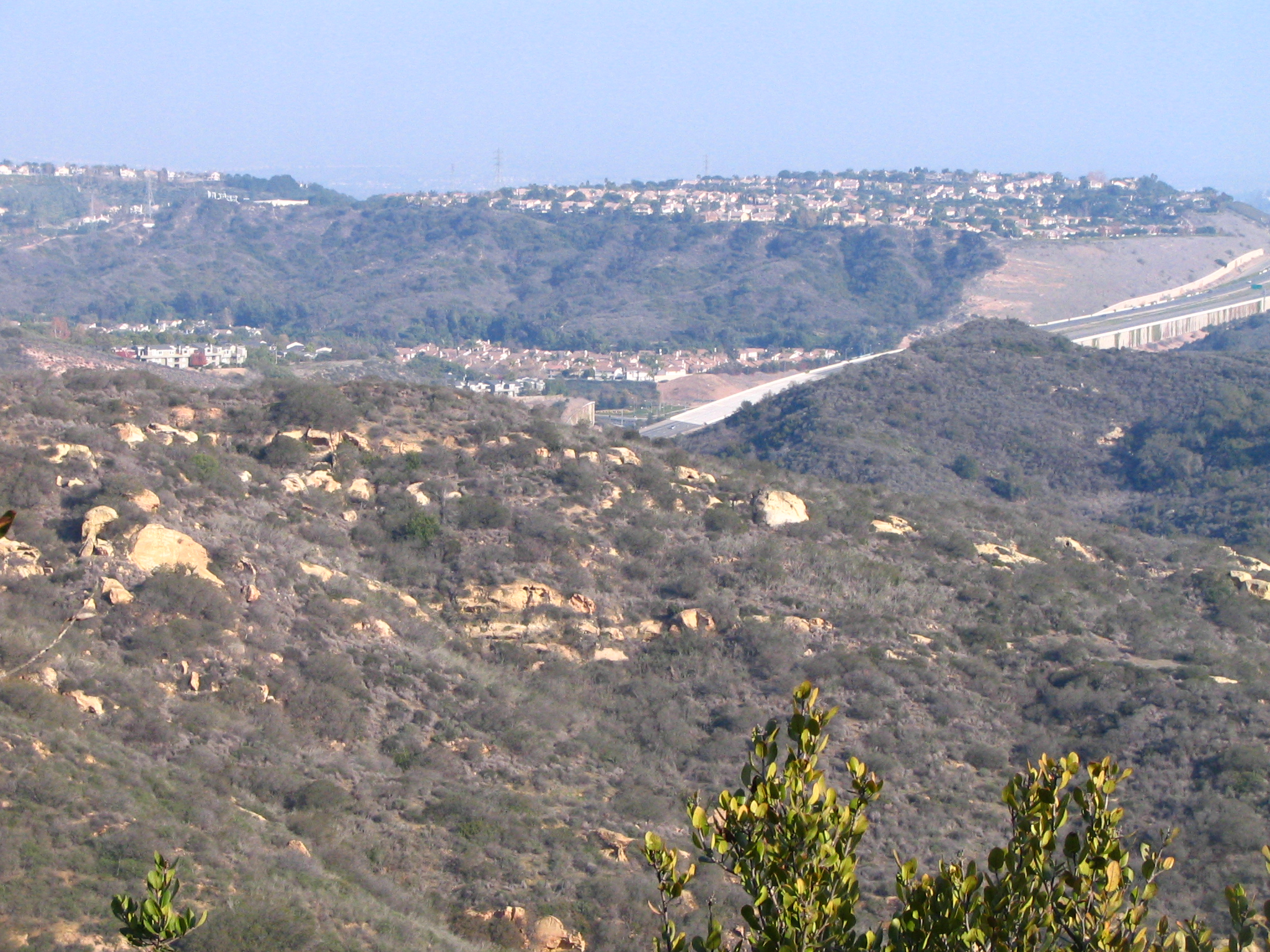
Die Trasse der CA 73 kreuzt die Schlucht